# Quận 1, Lyon
Quận 1 là một trong những quận nội thành của thành phố Lyon, Pháp. Quận này được thành lập ngày 24 tháng 3 năm 1852. Quận 1 có dân số năm 1999: 26.861 người, dân số năm 2005: 28.100 người. Mật độ dân số quận này là 17.788 người/km².